# Synagoga Jakuba Wiślickiego w Łodzi
Synagoga Jakuba Wiślickiego w Łodzi – prywatny dom modlitwy znajdujący się w Łodzi przy ulicy Piotrkowskiej 83.
Synagoga została założona w 1893 roku z inicjatywy Jakuba Wiślickiego. Mogła ona pomieścić 30 osób. Podczas II wojny światowej hitlerowcy zdewastowali synagogę.